# Honda NSR125
Honda NSR125R je sportovní motocykl s dvoutaktním motorem o objemu 124 cm³, který byl vyráběn v letech 1988-2003.
Jméno získal od motocyklu NSR 500 GP, který měl velký úspěch na okruzích.

## Historie
Jsou dva modely motocyklu NSR125: starší model JC20 vyráběný v letech 1988 až 1994 a novější JC22 vyráběná od roku 1993 do roku 2003, který měl aerodynamický tvar, dvě přední světla, kterým se podle tvaru říkalo "liščí oči".

## Regionální rozdíly modelů
Při prodejích v různých zemích záleželo, jak bude motocykl upraven místním potřebám a zákonům. Tyto motocykly měly svá specifická výrobní čísla.

### Itálie
Zde motocykly měly výrobní čísla ZDCJC22A nebo ZDCJC22D (D je sportovně laděný model.).
Motocykl zde neměl žádná omezení ve výkonu.

### Velká Británie
Ve Velké Británii měly motocykly číslo ZDCJC22C.
Omezení motocyklu zde byly v exhalaci výfukových plynů, které musely být sníženy.

### Francie
Tady měly motocykly číslo ZDCJC22B.
Byly zde omezení ohledně exhalace výfukových plynů.
Motocykl zde měl i jiné sání, nové CDI CI639 a TV-124 kvůli výkonu.

### Švýcarsko
Ve Švýcarsku měly motocykly číslo ZDCJC22E.
Zde bylo omezení motocyklu v otáčkách motoru, který nesměl překročit 7500 ot./min.

### Japonsko
Zde měly motocykly číslo HI-JC20 1.
Omezení motocyklu bylo v úpravě sání motoru.